# Liste des chapelles du Haut-Rhin
 (novembre 2024).
La liste des chapelles du Haut-Rhin présente les chapelles de culte catholique situées sur le territoire des communes du départements français du Haut-Rhin.
Il est fait état des diverses protections dont elles peuvent bénéficier, et notamment les inscriptions et classements au titre des monuments historiques.
Toutes sont situées dans l'archidiocèse de Strasbourg.

## Liste
| Chapelle                                                                                            | Commune                | Adresse | Coordonnées                      | Notice         | Protection                                                             | Date | Illustration                                                                                        |
| --------------------------------------------------------------------------------------------------- | ---------------------- | ------- | -------------------------------- | -------------- | ---------------------------------------------------------------------- | ---- | --------------------------------------------------------------------------------------------------- |
| Chapelle Sainte-Barbe d'Altenach                                                                    | Altenach               |         | 47° 36′ 42″ nord, 7° 07′ 09″ est |                |                                                                        |      | Chapelle Sainte-Barbe d'Altenach                                                                    |
| Chapelle du Repos-de-Saint-Morand d'Altkirch                                                        | Altkirch               |         | à géolocaliser                   |                |                                                                        |      | Chapelle du Repos-de-Saint-Morand d'Altkirch                                                        |
| Chapelle Notre-Dame-des-Trois-Épis                                                                  | Ammerschwihr           |         | 48° 05′ 58″ nord, 7° 13′ 46″ est | « PA00085326 » | Inscrit MH                                                             | 1988 | Chapelle Notre-Dame-des-Trois-Épis                                                                  |
| Chapelle Saint-Wendelin d'Ammerschwihr                                                              | Ammerschwihr           |         | 48° 07′ 28″ nord, 7° 16′ 39″ est | « IA68000718 » |                                                                        |      | Chapelle Saint-Wendelin d'Ammerschwihr                                                              |
| Chapelle Saint-Léger d'Ammerschwihr                                                                 | Ammerschwihr           |         | à géolocaliser                   |                |                                                                        |      | Image manquante Téléverser                                                                          |
| Chapelle Saint-Éloi d'Ammerschwihr                                                                  | Ammerschwihr           |         | 48° 07′ 33″ nord, 7° 17′ 15″ est | « IA68000717 » |                                                                        |      | Chapelle Saint-Éloi d'Ammerschwihr                                                                  |
| Chapelle de la Litten d'Aspach                                                                      | Aspach                 |         | 47° 38′ 13″ nord, 7° 13′ 35″ est | « IA68005352 » |                                                                        |      | Chapelle de la Litten d'Aspach                                                                      |
| Chapelle des Quatorze-Saints-Intercesseurs de Balgau                                                | Balgau                 |         | 47° 55′ 37″ nord, 7° 32′ 16″ est |                |                                                                        |      | Chapelle des Quatorze-Saints-Intercesseurs de Balgau                                                |
| Chapelle Saint-Martin de Ballersdorf                                                                | Ballersdorf            |         | 47° 37′ 04″ nord, 7° 08′ 54″ est | « IA68006166 » |                                                                        |      | Chapelle Saint-Martin de Ballersdorf                                                                |
| Chapelle Notre-Dame-des-Champs de Bantzenheim                                                       | Bantzenheim            |         | 47° 49′ 35″ nord, 7° 31′ 49″ est |                |                                                                        |      | Chapelle Notre-Dame-des-Champs de Bantzenheim                                                       |
| Chapelle Notre-Dame-des-Champs de Bartenheim                                                        | Bartenheim             |         | 47° 37′ 28″ nord, 7° 29′ 14″ est | « IA00122422 » |                                                                        |      | Chapelle Notre-Dame-des-Champs de Bartenheim                                                        |
| Chapelle Saint-Martin de Bartenheim la Chaussée                                                     | Bartenheim             |         | 47° 38′ 26″ nord, 7° 30′ 33″ est |                |                                                                        |      | Chapelle Saint-Martin de Bartenheim la Chaussée                                                     |
| Chapelle Saint-Nicolas de Bartenheim                                                                | Bartenheim             |         | 47° 37′ 53″ nord, 7° 28′ 46″ est |                |                                                                        |      | Chapelle Saint-Nicolas de Bartenheim                                                                |
| Chapelle de la Mère-des-Douleurs de Bellemagny                                                      | Bellemagny             |         | 47° 41′ 21″ nord, 7° 04′ 04″ est |                |                                                                        |      | Chapelle de la Mère-des-Douleurs de Bellemagny                                                      |
| Chapelle du Saint-Nom-de-Jésus de Bendorf                                                           | Bendorf                |         | 47° 29′ 11″ nord, 7° 16′ 39″ est |                |                                                                        |      | Chapelle du Saint-Nom-de-Jésus de Bendorf                                                           |
| Chapelle Saint-Maximin de Bergheim                                                                  | Bergheim               |         | 48° 11′ 54″ nord, 7° 22′ 44″ est |                |                                                                        |      | Chapelle Saint-Maximin de Bergheim                                                                  |
| Chapelle du cimetière de Bergheim                                                                   | Bergheim               |         | 48° 12′ 20″ nord, 7° 22′ 00″ est |                |                                                                        |      | Chapelle du cimetière de Bergheim                                                                   |
| Chapelle de la 4ème Station d'Œlberg                                                                | Bergholtzzell          |         | à géolocaliser                   |                |                                                                        |      | Image manquante Téléverser                                                                          |
| Chapelle du Cénacle d'Œlberg                                                                        | Bergholtzzell          |         | à géolocaliser                   |                |                                                                        |      | Image manquante Téléverser                                                                          |
| Grande chapelle de l'Œlberg de Bergholtzzell                                                        | Bergholtzzell          |         | à géolocaliser                   |                |                                                                        |      | Image manquante Téléverser                                                                          |
| Chapelle d'Ammertzwiller                                                                            | Bernwiller             |         | à géolocaliser                   |                |                                                                        |      | Chapelle d'Ammertzwiller                                                                            |
| Chapelle Notre-Dame-du-Chêne de Blotzheim                                                           | Blotzheim              |         | 47° 35′ 52″ nord, 7° 30′ 29″ est | « PA00085352 » | Inscrit MH                                                             | 1986 | Chapelle Notre-Dame-du-Chêne de Blotzheim                                                           |
| Chapelle Notre-Dame de Bourbach-le-Bas                                                              | Bourbach-le-Bas        |         | 47° 46′ 31″ nord, 7° 02′ 25″ est |                |                                                                        |      | Chapelle Notre-Dame de Bourbach-le-Bas                                                              |
| Chapelle de l'Archange-Mickaël d'Oberbreitenbach                                                    | Breitenbach-Haut-Rhin  |         | 48° 00′ 29″ nord, 7° 05′ 47″ est |                |                                                                        |      | Image manquante Téléverser                                                                          |
| Chapelle de la Sainte-Croix de Brunstatt                                                            | Brunstatt-Didenheim    |         | 47° 42′ 37″ nord, 7° 18′ 47″ est | « IA00051513 » |                                                                        |      | Chapelle de la Sainte-Croix de Brunstatt                                                            |
| Chapelle Notre-Dame de Bellefontaine                                                                | Bréchaumont            |         | 47° 39′ 23″ nord, 7° 02′ 28″ est |                |                                                                        |      | Chapelle Notre-Dame de Bellefontaine                                                                |
| Chapelle Saint-Wendelin de Burnhaupt-le-Bas                                                         | Burnhaupt-le-Bas       |         | 47° 42′ 51″ nord, 7° 09′ 43″ est | « IA68004684 » |                                                                        |      | Chapelle Saint-Wendelin de Burnhaupt-le-Bas                                                         |
| Chapelle de la Hartmühle                                                                            | Burnhaupt-le-Bas       |         | à géolocaliser                   |                |                                                                        |      | Image manquante Téléverser                                                                          |
| Chapelle du Saint-Esprit de Cernay                                                                  | Cernay                 |         | 47° 48′ 36″ nord, 7° 11′ 12″ est |                |                                                                        |      | Chapelle du Saint-Esprit de Cernay                                                                  |
| Chapelle Notre-Dame-du-Perpétuel-Secours dite chapelle de l'Ochsenfeld de Cernay                    | Cernay                 |         | 47° 47′ 57″ nord, 7° 10′ 59″ est |                |                                                                        |      | Chapelle Notre-Dame-du-Perpétuel-Secours dite chapelle de l'Ochsenfeld de Cernay                    |
| Chapelle Saint-André de Cernay                                                                      | Cernay                 |         | 47° 47′ 29″ nord, 7° 09′ 35″ est |                |                                                                        |      | Image manquante Téléverser                                                                          |
| Chapelle Saint-Henri de Cernay                                                                      | Cernay                 |         | 47° 48′ 27″ nord, 7° 10′ 21″ est |                |                                                                        |      | Chapelle Saint-Henri de Cernay                                                                      |
| Chapelle de la Maison des Sœurs de Saint-Joseph de Colmar                                           | Colmar                 |         | à géolocaliser                   |                |                                                                        |      | Image manquante Téléverser                                                                          |
| Chapelle de la Trinité de Colmar                                                                    | Colmar                 |         | à géolocaliser                   |                |                                                                        |      | Image manquante Téléverser                                                                          |
| Chapelle de l'Institut de l'Assomption de Colmar                                                    | Colmar                 |         | 48° 04′ 02″ nord, 7° 21′ 11″ est |                |                                                                        |      | Chapelle de l'Institut de l'Assomption de Colmar                                                    |
| Chapelle du Centre départemental de repos et de soins de Colmar                                     | Colmar                 |         | 48° 05′ 12″ nord, 7° 20′ 21″ est |                |                                                                        |      | Chapelle du Centre départemental de repos et de soins de Colmar                                     |
| Chapelle du couvent des dominicaines d'Unterlinden de Colmar                                        | Colmar                 |         | 48° 04′ 47″ nord, 7° 21′ 20″ est |                |                                                                        |      | Chapelle du couvent des dominicaines d'Unterlinden de Colmar                                        |
| Chapelle Saint-Antoine de Colmar                                                                    | Colmar                 |         | 48° 04′ 45″ nord, 7° 22′ 09″ est |                |                                                                        |      | Chapelle Saint-Antoine de Colmar                                                                    |
| Chapelle Saint-Pierre de Colmar                                                                     | Colmar                 |         | 48° 04′ 25″ nord, 7° 21′ 19″ est |                |                                                                        |      | Chapelle Saint-Pierre de Colmar                                                                     |
| Chapelle ossuaire Saint-Jean de Colmar                                                              | Colmar                 |         | à géolocaliser                   |                |                                                                        |      | Image manquante Téléverser                                                                          |
| Chapelle Saint-Jean de Colmar                                                                       | Colmar                 |         | 48° 04′ 27″ nord, 7° 21′ 27″ est |                |                                                                        |      | Chapelle Saint-Jean de Colmar                                                                       |
| Chapelle du cimetière de Courtavon                                                                  | Courtavon              |         | 47° 27′ 49″ nord, 7° 11′ 49″ est | « IA68002348 » |                                                                        |      | Chapelle du cimetière de Courtavon                                                                  |
| Chapelle Saint-Gall de Gallenberg                                                                   | Didenheim              |         | 47° 42′ 55″ nord, 7° 17′ 52″ est |                |                                                                        |      | Image manquante Téléverser                                                                          |
| Chapelle Saint-Léon d'Eguisheim                                                                     | Eguisheim              |         | 48° 02′ 34″ nord, 7° 18′ 22″ est |                |                                                                        |      | Chapelle Saint-Léon d'Eguisheim                                                                     |
| Chapelle Saint-Pierre-et-Saint-Paul d'Elbach                                                        | Elbach                 |         | 47° 38′ 24″ nord, 7° 04′ 40″ est | « IA68006630 » |                                                                        |      | Chapelle Saint-Pierre-et-Saint-Paul d'Elbach                                                        |
| Chapelle du cimetière Saint-Martin d'Ensisheim                                                      | Ensisheim              |         | 47° 51′ 46″ nord, 7° 21′ 44″ est |                |                                                                        |      | Chapelle du cimetière Saint-Martin d'Ensisheim                                                      |
| Chapelle Sainte-Thérèse d'Ensisheim                                                                 | Ensisheim              |         | 47° 51′ 19″ nord, 7° 20′ 15″ est |                |                                                                        |      | Chapelle Sainte-Thérèse d'Ensisheim                                                                 |
| Chapelle Saint-Jean de la ferme Saint-Jean                                                          | Ensisheim              |         | à géolocaliser                   |                |                                                                        |      | Image manquante Téléverser                                                                          |
| Chapelle du Sacré-Cœur-de-Jésus d'Eteimbes                                                          | Eteimbes               |         | 47° 41′ 59″ nord, 7° 03′ 14″ est |                |                                                                        |      | Chapelle du Sacré-Cœur-de-Jésus d'Eteimbes                                                          |
| Chapelle du centre d'accueil Don Bosco de Ferrette                                                  | Ferrette               |         | 47° 29′ 23″ nord, 7° 18′ 43″ est |                |                                                                        |      | Chapelle du centre d'accueil Don Bosco de Ferrette                                                  |
| Chapelle Sainte-Colombe de Steinbrunn                                                               | Fessenheim             |         | 47° 54′ 03″ nord, 7° 32′ 43″ est |                |                                                                        |      | Chapelle Sainte-Colombe de Steinbrunn                                                               |
| Ancienne chapelle Saint-Thiébaut de Fréland                                                         | Fessenheim             |         | à géolocaliser                   |                |                                                                        |      | Ancienne chapelle Saint-Thiébaut de Fréland                                                         |
| Chapelle Saint-Thiébaut de Fréland                                                                  | Fessenheim             |         | 48° 10′ 33″ nord, 7° 11′ 33″ est | « IA68007332 » |                                                                        |      | Chapelle Saint-Thiébaut de Fréland                                                                  |
| Chapelle Saint-Michel de Fulleren                                                                   | Fulleren               |         | 47° 35′ 36″ nord, 7° 08′ 36″ est | « IA68002764 » |                                                                        |      | Chapelle Saint-Michel de Fulleren                                                                   |
| Chapelle du Sudel                                                                                   | Goldbach-Altenbach     |         | 47° 53′ 11″ nord, 7° 07′ 46″ est |                |                                                                        |      | Chapelle du Sudel                                                                                   |
| Chapelle de Goldbachl                                                                               | Goldbach-Altenbach     |         | à géolocaliser                   |                |                                                                        |      | Image manquante Téléverser                                                                          |
| Chapelle Sainte-Marguerite de Gommersdorf                                                           | Gommersdorf            |         | 47° 38′ 25″ nord, 7° 07′ 43″ est | « IA68006605 » |                                                                        |      | Chapelle Sainte-Marguerite de Gommersdorf                                                           |
| Chapelle du cimetière de Gueberschwihr                                                              | Gueberschwihr          |         | 48° 00′ 24″ nord, 7° 16′ 39″ est |                |                                                                        |      | Image manquante Téléverser                                                                          |
| Chapelle de la Vierge de Gueberschwihr                                                              | Gueberschwihr          |         | 48° 00′ 17″ nord, 7° 16′ 29″ est |                |                                                                        |      | Image manquante Téléverser                                                                          |
| Chapelle du couvent Saint-Marc de Gueberschwihr                                                     | Gueberschwihr          |         | 48° 00′ 26″ nord, 7° 15′ 00″ est |                |                                                                        |      | Image manquante Téléverser                                                                          |
| Chapelle Notre-Dame-du-Sehring                                                                      | Guebwiller             |         | 47° 54′ 18″ nord, 7° 13′ 31″ est | « PA00085763 » | Inscrit MH                                                             | 1991 | Chapelle Notre-Dame-du-Sehring                                                                      |
| Chapelle Sainte-Apolline de Guevenatten                                                             | Guevenatten            |         | 47° 40′ 50″ nord, 7° 04′ 48″ est | « IA68006406 » |                                                                        |      | Chapelle Sainte-Apolline de Guevenatten                                                             |
| Chapelle Notre-Dame-des-Bouleaux de Guewenheim                                                      | Guewenheim             |         | 47° 44′ 42″ nord, 7° 04′ 46″ est | « IA00024174 » |                                                                        |      | Chapelle Notre-Dame-des-Bouleaux de Guewenheim                                                      |
| Chapelle de la maison de retraite de Habsheim                                                       | Habsheim               |         | à géolocaliser                   |                |                                                                        |      | Image manquante Téléverser                                                                          |
| Chapelle Notre-Dame-des-Champs de Habsheim                                                          | Habsheim               |         | 47° 43′ 23″ nord, 7° 25′ 07″ est | « IA00096461 » |                                                                        |      | Chapelle Notre-Dame-des-Champs de Habsheim                                                          |
| Chapelle de l'Exaltation-de-la-Sainte-Croix de Hagenthal-le-Bas                                     | Hagenthal-le-Bas       |         | 47° 31′ 14″ nord, 7° 28′ 48″ est |                |                                                                        |      | Chapelle de l'Exaltation-de-la-Sainte-Croix de Hagenthal-le-Bas                                     |
| Chapelle Sainte-Catherine d'Hagenthal-le-Haut                                                       | Hagenthal-le-Haut      |         | 47° 31′ 09″ nord, 7° 28′ 08″ est | « IA00024459 » |                                                                        |      | Chapelle Sainte-Catherine d'Hagenthal-le-Haut                                                       |
| Chapelle Saint-Brice d'Hausgauen                                                                    | Hausgauen              |         | 47° 36′ 42″ nord, 7° 18′ 46″ est | « PA68000063 » | Inscrit MH                                                             | 2015 | Chapelle Saint-Brice d'Hausgauen                                                                    |
| Chapelle Sainte-Odile de Heimersdorf                                                                | Heimersdorf            |         | 47° 34′ 27″ nord, 7° 14′ 35″ est | « IA68002803 » |                                                                        |      | Chapelle Sainte-Odile de Heimersdorf                                                                |
| Chapelle Notre-Dame-du-Chêne d'Heimsbrunn                                                           | Heimsbrunn             |         | 47° 43′ 37″ nord, 7° 12′ 47″ est |                |                                                                        |      | Chapelle Notre-Dame-du-Chêne d'Heimsbrunn                                                           |
| Chapelle de la Bienheureuse-Vierge-Marie de Thierhurst                                              | Heiteren               |         | 47° 56′ 42″ nord, 7° 33′ 00″ est | « IA68005123 » |                                                                        |      | Chapelle de la Bienheureuse-Vierge-Marie de Thierhurst                                              |
| Chapelle des Quatorze-Saints-Intercesseurs de Muhlmatt                                              | Heiteren               |         | 47° 58′ 24″ nord, 7° 35′ 01″ est |                |                                                                        |      | Chapelle des Quatorze-Saints-Intercesseurs de Muhlmatt                                              |
| Chapelle Saint-Wendelin d'Heiwiller                                                                 | Heiwiller              |         | 47° 37′ 22″ nord, 7° 19′ 02″ est | « IA68005424 » |                                                                        |      | Chapelle Saint-Wendelin d'Heiwiller                                                                 |
| Chapelle de la Vierge-Marie-des-Douleurs et de Sainte-Catherine de Hirsingue                        | Hirsingue              |         | 47° 35′ 09″ nord, 7° 15′ 03″ est |                |                                                                        |      | Chapelle de la Vierge-Marie-des-Douleurs et de Sainte-Catherine de Hirsingue                        |
| Chapelle du Sacré-Cœur de Hirsingue                                                                 | Hirsingue              |         | 47° 35′ 01″ nord, 7° 14′ 58″ est |                |                                                                        |      | Chapelle du Sacré-Cœur de Hirsingue                                                                 |
| Chapelle Sainte-Afre de Hirtzbach                                                                   | Hirtzbach              |         | 47° 35′ 34″ nord, 7° 13′ 25″ est |                |                                                                        |      | Chapelle Sainte-Afre de Hirtzbach                                                                   |
| Chapelle Saint-Léger de Hirtzbach                                                                   | Hirtzbach              |         | 47° 36′ 05″ nord, 7° 12′ 06″ est |                |                                                                        |      | Chapelle Saint-Léger de Hirtzbach                                                                   |
| Chapelle votive de Hochstatt                                                                        | Hochstatt              |         | à géolocaliser                   |                |                                                                        |      | Image manquante Téléverser                                                                          |
| Chapelle Notre-Dame de Houssen                                                                      | Houssen                |         | 48° 07′ 27″ nord, 7° 21′ 56″ est | « IA68004894 » |                                                                        |      | Image manquante Téléverser                                                                          |
| Chapelle Sainte-Odile de Hundsbach                                                                  | Hundsbach              |         | 47° 36′ 08″ nord, 7° 20′ 25″ est | « IA68005437 » |                                                                        |      | Chapelle Sainte-Odile de Hundsbach                                                                  |
| Chapelle Saint-Remi de Hégenheim                                                                    | Hégenheim              |         | 47° 33′ 30″ nord, 7° 31′ 59″ est |                |                                                                        |      | Chapelle Saint-Remi de Hégenheim                                                                    |
| Chapelle du Burnkirch                                                                               | Illfurth               |         | 47° 39′ 49″ nord, 7° 15′ 38″ est | « PA00085465 » | Inscrit MH                                                             | 1958 | Chapelle du Burnkirch                                                                               |
| Chapelle Saint-Brice de Britzgyberg                                                                 | Illfurth               |         | à géolocaliser                   |                |                                                                        |      | Chapelle Saint-Brice de Britzgyberg                                                                 |
| Chapelle du Bon-Pasteur d'Illzach                                                                   | Illzach                |         | à géolocaliser                   |                |                                                                        |      | Image manquante Téléverser                                                                          |
| Chapelle Notre-Dame-de-Lourdes d'Ingersheim                                                         | Ingersheim             |         | à géolocaliser                   |                |                                                                        |      | Image manquante Téléverser                                                                          |
| Chapelle de Kapellenweg                                                                             | Ingersheim             |         | à géolocaliser                   |                |                                                                        |      | Image manquante Téléverser                                                                          |
| Chapelle Saint-Léger de Jettingen                                                                   | Jettingen              |         | 47° 35′ 46″ nord, 7° 22′ 28″ est |                |                                                                        |      | Chapelle Saint-Léger de Jettingen                                                                   |
| Chapelle Sainte-Anne de Jungholtz                                                                   | Jungholtz              |         | 47° 53′ 09″ nord, 7° 11′ 02″ est |                |                                                                        |      | Image manquante Téléverser                                                                          |
| Chapelle Saint-Joseph de Jungholtz                                                                  | Jungholtz              |         | 47° 53′ 05″ nord, 7° 11′ 39″ est |                |                                                                        |      | Chapelle Saint-Joseph de Jungholtz                                                                  |
| Chapelle Saint-Wolfgang de Kappelen                                                                 | Kappelen               |         | 47° 37′ 15″ nord, 7° 25′ 54″ est | « IA00122524 » |                                                                        |      | Chapelle Saint-Wolfgang de Kappelen                                                                 |
| Chapelle Notre-Dame-des-Douleurs de Katzenthal                                                      | Katzenthal             |         | à géolocaliser                   |                |                                                                        |      | Image manquante Téléverser                                                                          |
| Chapelle Saint-Alexis de Saint-Alexis                                                               | Kaysersberg Vignoble   |         | 48° 10′ 42″ nord, 7° 15′ 18″ est |                |                                                                        |      | Chapelle Saint-Alexis de Saint-Alexis                                                               |
| Chapelle Saint-Michel d'Alspach                                                                     | Kaysersberg Vignoble   |         | 48° 09′ 05″ nord, 7° 14′ 38″ est |                |                                                                        |      | Image manquante Téléverser                                                                          |
| Chapelle Saint-Wolfgang de Kaysersberg                                                              | Kaysersberg Vignoble   |         | 48° 08′ 07″ nord, 7° 15′ 57″ est | « PA00085473 » | Inscrit MH                                                             | 1932 | Chapelle Saint-Wolfgang de Kaysersberg                                                              |
| Chapelle Sainte-Anne de Sigolsheim                                                                  | Kaysersberg Vignoble   |         | 48° 08′ 08″ nord, 7° 18′ 21″ est | « PA00085674 » | Inscrit MH                                                             | 1938 | Chapelle Sainte-Anne de Sigolsheim                                                                  |
| Chapelle Notre-Dame-du-Scapulaire de l'Oberhof                                                      | Kaysersberg Vignoble   |         | 48° 08′ 25″ nord, 7° 15′ 38″ est | « PA00085472 » | Classé MH                                                              | 1946 | Chapelle Notre-Dame-du-Scapulaire de l'Oberhof                                                      |
| Chapelle Saint-Michel de Kaysersberg                                                                | Kaysersberg Vignoble   |         | 48° 08′ 21″ nord, 7° 15′ 49″ est | « PA00085471 » | Classé MH                                                              | 1967 | Chapelle Saint-Michel de Kaysersberg                                                                |
| Chapelle Saints-Félix-et-Régule de Kientzheim                                                       | Kaysersberg Vignoble   |         | 48° 08′ 05″ nord, 7° 17′ 14″ est | « IA68004078 » |                                                                        |      | Chapelle Saints-Félix-et-Régule de Kientzheim                                                       |
| Chapelle Sainte-Elisabeth de Kingersheim                                                            | Kingersheim            |         | à géolocaliser                   |                |                                                                        |      | Chapelle Sainte-Elisabeth de Kingersheim                                                            |
| Chapelle Saint-Nicolas de Kruth                                                                     | Kruth                  |         | 47° 55′ 10″ nord, 6° 57′ 18″ est |                |                                                                        |      | Chapelle Saint-Nicolas de Kruth                                                                     |
| Chapelle Notre-Dame-des-Douleurs dite Notre-Dame-aux-Trois-Chênes de Kœstlach                       | Kœstlach               |         | 47° 30′ 17″ nord, 7° 15′ 59″ est |                |                                                                        |      | Chapelle Notre-Dame-des-Douleurs dite Notre-Dame-aux-Trois-Chênes de Kœstlach                       |
| Chapelle Saint-Wandrille de Labaroche                                                               | Labaroche              |         | 48° 06′ 52″ nord, 7° 11′ 41″ est | « IA68007609 » |                                                                        |      | Chapelle Saint-Wandrille de Labaroche                                                               |
| Chapelle du couvent des Rédemptoristes de Landser                                                   | Landser                |         | 47° 41′ 16″ nord, 7° 23′ 12″ est |                |                                                                        |      | Chapelle du couvent des Rédemptoristes de Landser                                                   |
| Chapelle Saint-Laurent de Ribeaugoutte                                                              | Lapoutroie             |         | 48° 10′ 04″ nord, 7° 10′ 03″ est |                |                                                                        |      | Image manquante Téléverser                                                                          |
| Chapelle du cimetière, chœur de l'église Saint-Georges de Largitzen                                 | Largitzen              |         | 47° 33′ 39″ nord, 7° 10′ 53″ est |                |                                                                        |      | Chapelle du cimetière, chœur de l'église Saint-Georges de Largitzen                                 |
| Chapelle du cimetière de Lautenbach                                                                 | Lautenbach             |         | 47° 56′ 27″ nord, 7° 09′ 48″ est | « IA00054820 » |                                                                        |      | Image manquante Téléverser                                                                          |
| Chapelle Saint-Gangolphe de Saint-Gangolphe                                                         | Lautenbach             |         | 47° 56′ 40″ nord, 7° 11′ 15″ est | « IA00054828 » |                                                                        |      | Chapelle Saint-Gangolphe de Saint-Gangolphe                                                         |
| Chapelle Sainte-Claire du Bonhomme                                                                  | Le Bonhomme            |         | à géolocaliser                   |                |                                                                        |      | Chapelle Sainte-Claire du Bonhomme                                                                  |
| Chapelle Notre-Dame d'Auf der Heiden                                                                | Leimbach               |         | 47° 47′ 47″ nord, 7° 06′ 07″ est |                |                                                                        |      | Chapelle Notre-Dame d'Auf der Heiden                                                                |
| Chapelle des Âmes-du-Purgatoire de Leymen                                                           | Leymen                 |         | 47° 29′ 27″ nord, 7° 28′ 54″ est |                |                                                                        |      | Chapelle des Âmes-du-Purgatoire de Leymen                                                           |
| Chapelle Sainte-Walburge de Heiligenbrunn                                                           | Leymen                 |         | 47° 30′ 31″ nord, 7° 28′ 08″ est | « IA00024525 » |                                                                        |      | Chapelle Sainte-Walburge de Heiligenbrunn                                                           |
| Chapelle Notre-Dame-du-Bon-Secours de Liebsdorf                                                     | Liebsdorf              |         | 47° 28′ 42″ nord, 7° 14′ 00″ est |                |                                                                        |      | Chapelle Notre-Dame-du-Bon-Secours de Liebsdorf                                                     |
| Chapelle Notre-Dame-des-Sept-Douleurs de Linthal                                                    | Linthal                |         | à géolocaliser                   |                |                                                                        |      | Chapelle Notre-Dame-des-Sept-Douleurs de Linthal                                                    |
| Chapelle Notre-Dame-du-Sacré-Cœur de Musloch                                                        | Lièpvre                |         | 48° 16′ 04″ nord, 7° 14′ 54″ est |                |                                                                        |      | Chapelle Notre-Dame-du-Sacré-Cœur de Musloch                                                        |
| Chapelle Notre-Dame de Lucelle                                                                      | Lucelle                |         | 47° 25′ 25″ nord, 7° 15′ 00″ est |                |                                                                        |      | Chapelle Notre-Dame de Lucelle                                                                      |
| Chapelle Notre-Dame-des-Neiges de Luemschwiller                                                     | Luemschwiller          |         | 47° 39′ 13″ nord, 7° 17′ 39″ est | « IA68005875 » |                                                                        |      | Chapelle Notre-Dame-des-Neiges de Luemschwiller                                                     |
| Chapelle du cimetière de Manspach                                                                   | Manspach               |         | 47° 36′ 41″ nord, 7° 06′ 16″ est |                |                                                                        |      | Chapelle du cimetière de Manspach                                                                   |
| Chapelle Notre-Dame-des-Champs de Heystuecklen                                                      | Manspach               |         | 47° 36′ 59″ nord, 7° 05′ 14″ est |                |                                                                        |      | Chapelle Notre-Dame-des-Champs de Heystuecklen                                                      |
| Chapelle de la Bienheureuse-Vierge-Marie dite Notre-Dame-de-Houppach de Houppach                    | Masevaux               |         | 47° 47′ 14″ nord, 7° 00′ 54″ est | « IA68003324 » |                                                                        |      | Chapelle de la Bienheureuse-Vierge-Marie dite Notre-Dame-de-Houppach de Houppach                    |
| Chapelle Saint-Michel également dite de la Vierge-Douloureuse de Stoecken                           | Masevaux               |         | 47° 46′ 15″ nord, 6° 59′ 07″ est |                |                                                                        |      | Image manquante Téléverser                                                                          |
| Chapelle Théobald Bilger de Mertzen                                                                 | Mertzen                |         | 47° 35′ 19″ nord, 7° 07′ 24″ est |                |                                                                        |      | Chapelle Théobald Bilger de Mertzen                                                                 |
| Chapelle Sainte-Brigitte de Mittelwihr                                                              | Mittelwihr             |         | 48° 09′ 04″ nord, 7° 19′ 19″ est | « IA68000769 » |                                                                        |      | Chapelle Sainte-Brigitte de Mittelwihr                                                              |
| Chapelle Saint-Antoine de Kolbental                                                                 | Mittlach               |         | 48° 00′ 03″ nord, 7° 00′ 07″ est |                |                                                                        |      | Image manquante Téléverser                                                                          |
| Chapelle Garner de Morschwiller-le-Bas                                                              | Morschwiller-le-Bas    |         | à géolocaliser                   |                |                                                                        |      | Image manquante Téléverser                                                                          |
| Chapelle Saint-Jean de Mulhouse                                                                     | Mulhouse               |         | 47° 44′ 45″ nord, 7° 19′ 54″ est | « PA00085523 » | Classé MH                                                              | 1893 | Chapelle Saint-Jean de Mulhouse                                                                     |
| Chapelle catholique du cimetière central de WolffWagner                                             | Mulhouse               |         | 47° 45′ 45″ nord, 7° 20′ 28″ est |                |                                                                        |      | Image manquante Téléverser                                                                          |
| Chapelle du centre hospitalier du Hasenrain de Rebberg                                              | Mulhouse               |         | 47° 44′ 01″ nord, 7° 19′ 55″ est |                |                                                                        |      | Image manquante Téléverser                                                                          |
| Chapelle Saint-Luc de Côteaux                                                                       | Mulhouse               |         | 47° 44′ 01″ nord, 7° 18′ 05″ est |                |                                                                        |      | Chapelle Saint-Luc de Côteaux                                                                       |
| Chapelle Reine-du-Monde de Munchhouse                                                               | Munchhouse             |         | 47° 52′ 14″ nord, 7° 27′ 12″ est |                |                                                                        |      | Chapelle Reine-du-Monde de Munchhouse                                                               |
| Chapelle de pèlerinage Notre-Dame-de-Lorette de Murbach                                             | Murbach                |         | 47° 55′ 26″ nord, 7° 09′ 32″ est | « IA00054800 » |                                                                        |      | Chapelle de pèlerinage Notre-Dame-de-Lorette de Murbach                                             |
| Chapelle des Quatorze-Saints-Auxiliaires dite Pfifferkapelle de Mœrnach                             | Mœrnach                |         | 47° 31′ 22″ nord, 7° 13′ 33″ est | « IA68002539 » |                                                                        |      | Chapelle des Quatorze-Saints-Auxiliaires dite Pfifferkapelle de Mœrnach                             |
| Chapelle de l'hôpital, fondation Xavier-Jourdain de Neuf-Brisach                                    | Neuf-Brisach           |         | 48° 00′ 56″ nord, 7° 31′ 39″ est |                |                                                                        |      | Chapelle de l'hôpital, fondation Xavier-Jourdain de Neuf-Brisach                                    |
| Chapelle Saint-Wendelin de Niederbruck                                                              | Niederbruck            |         | 47° 47′ 01″ nord, 6° 58′ 04″ est | « IA68003282 » |                                                                        |      | Chapelle Saint-Wendelin de Niederbruck                                                              |
| Chapelle Saint-Wendelin de Niedermorschwihr                                                         | Niedermorschwihr       |         | 48° 05′ 44″ nord, 7° 16′ 11″ est | « IA68004033 » |                                                                        |      | Image manquante Téléverser                                                                          |
| Chapelle du cimetière d'Oberhergheim                                                                | Oberhergheim           |         | 47° 58′ 22″ nord, 7° 23′ 40″ est |                |                                                                        |      | Chapelle du cimetière d'Oberhergheim                                                                |
| Chapelle Saint-Joseph d'Obersaasheim                                                                | Obersaasheim           |         | à géolocaliser                   |                |                                                                        |      | Chapelle Saint-Joseph d'Obersaasheim                                                                |
| Chapelle de l'hôpital Saint-Vincent d'Oderen                                                        | Oderen                 |         | à géolocaliser                   |                |                                                                        |      | Chapelle de l'hôpital Saint-Vincent d'Oderen                                                        |
| Chapelle Notre-Dame-des-Neiges du Markstein                                                         | Oderen                 |         | à géolocaliser                   |                |                                                                        |      | Image manquante Téléverser                                                                          |
| Chapelle Notre-Dame-du-Bon-Secours d'Oderen                                                         | Oderen                 |         | 47° 54′ 16″ nord, 6° 58′ 31″ est | « IA68003119 » |                                                                        |      | Chapelle Notre-Dame-du-Bon-Secours d'Oderen                                                         |
| Chapelle Saint-Brice d'Oltingue                                                                     | Oderen                 |         | 47° 29′ 59″ nord, 7° 25′ 43″ est | « PA68000046 » | Inscrit MH                                                             | 2006 | Chapelle Saint-Brice d'Oltingue                                                                     |
| Chapelle Saint-Martin d'Oltingue                                                                    | Oderen                 |         | 47° 29′ 04″ nord, 7° 22′ 59″ est | « PA00085573 » | Classé MH                                                              | 1991 | Chapelle Saint-Martin d'Oltingue                                                                    |
| Chapelle du couvent de l'abbaye de Pairis                                                           | Orbey                  |         | à géolocaliser                   |                |                                                                        |      | Image manquante Téléverser                                                                          |
| Chapelle nécropole nationale du Wettstein au Col du Wettstein                                       | Orbey                  |         | à géolocaliser                   |                |                                                                        |      | Image manquante Téléverser                                                                          |
| Chapelle Sainte-Barbe des Hautes Huttes                                                             | Orbey                  |         | 48° 05′ 55″ nord, 7° 06′ 42″ est | « IA68007483 » |                                                                        |      | Chapelle Sainte-Barbe des Hautes Huttes                                                             |
| Chapelle Saint-Genest du Creux d'Argent                                                             | Orbey                  |         | 48° 07′ 40″ nord, 7° 08′ 27″ est |                |                                                                        |      | Chapelle Saint-Genest du Creux d'Argent                                                             |
| Chapelle Sainte-Croix d'Orschwihr                                                                   | Orschwihr              |         | 47° 56′ 00″ nord, 7° 14′ 39″ est |                |                                                                        |      | Chapelle Sainte-Croix d'Orschwihr                                                                   |
| Chapelle Saint-Wolfgang de Bollenberg                                                               | Orschwihr              |         | 47° 56′ 17″ nord, 7° 13′ 55″ est |                |                                                                        |      | Image manquante Téléverser                                                                          |
| Chapelle Saint-Wolfgang d'Orschwihr                                                                 | Orschwihr              |         | 47° 56′ 17″ nord, 7° 13′ 55″ est | « IA00054888 » |                                                                        |      | Chapelle Saint-Wolfgang d'Orschwihr                                                                 |
| Chapelle du couvent Sainte-Anne d'Ottmarsheim                                                       | Ottmarsheim            |         | à géolocaliser                   |                |                                                                        |      | Image manquante Téléverser                                                                          |
| Chapelle de la Vierge de Petit-Landau                                                               | Petit-Landau           |         | 47° 43′ 50″ nord, 7° 30′ 40″ est |                |                                                                        |      | Chapelle de la Vierge de Petit-Landau                                                               |
| Chapelle Saint-Martin de Petit-Landau                                                               | Petit-Landau           |         | 47° 44′ 31″ nord, 7° 30′ 18″ est |                |                                                                        |      | Chapelle Saint-Martin de Petit-Landau                                                               |
| Chapelle de pèlerinage Notre-Dame du Schauenberg                                                    | Pfaffenheim            |         | 47° 59′ 32″ nord, 7° 16′ 06″ est | « PA68000030 » | Inscrit MH                                                             | 2000 | Chapelle de pèlerinage Notre-Dame du Schauenberg                                                    |
| Chapelle Saint-Léonard de Saint-Léonard (Haut-Rhin)                                                 | Pfaffenheim            |         | à géolocaliser                   |                |                                                                        |      | Chapelle Saint-Léonard de Saint-Léonard (Haut-Rhin)                                                 |
| Chapelle de la Sainte-Vierge-Marie de Pfetterhouse                                                  | Pfetterhouse           |         | 47° 29′ 58″ nord, 7° 10′ 06″ est |                |                                                                        |      | Chapelle de la Sainte-Vierge-Marie de Pfetterhouse                                                  |
| Chapelle funéraire de la Vierge-des-Douleurs abritant les tombeaux des prêtres de Pfetterhouse      | Pfetterhouse           |         | 47° 30′ 14″ nord, 7° 09′ 50″ est | « IA68002941 » |                                                                        |      | Chapelle funéraire de la Vierge-des-Douleurs abritant les tombeaux des prêtres de Pfetterhouse      |
| Chapelle Mariabrunn de Raedersdorf                                                                  | Raedersdorf            |         | 47° 28′ 17″ nord, 7° 22′ 16″ est | « IA68002630 » |                                                                        |      | Chapelle Mariabrunn de Raedersdorf                                                                  |
| Chapelle Notre-Dame-du-Bon-Secours de Rammersmatt                                                   | Rammersmatt            |         | à géolocaliser                   |                |                                                                        |      | Chapelle Notre-Dame-du-Bon-Secours de Rammersmatt                                                   |
| Chapelle Notre-Dame-de-Toute-Espérance de Rantzwiller                                               | Rantzwiller            |         | 47° 39′ 26″ nord, 7° 22′ 31″ est |                |                                                                        |      | Chapelle Notre-Dame-de-Toute-Espérance de Rantzwiller                                               |
| Chapelle de Deckwiller                                                                              | Reiningue              |         | 47° 45′ 38″ nord, 7° 12′ 29″ est |                |                                                                        |      | Chapelle de Deckwiller                                                                              |
| Chapelle de la Grande-Verrerie de Ribeauvillé                                                       | Ribeauvillé            |         | à géolocaliser                   |                |                                                                        |      | Image manquante Téléverser                                                                          |
| Chapelle de la Maison Sainte-Famille des sœurs de la Divine-Providence de Ribeauvillé               | Ribeauvillé            |         | à géolocaliser                   |                |                                                                        |      | Image manquante Téléverser                                                                          |
| Chapelle de la Petite-Verrerie de Ribeauvillé                                                       | Ribeauvillé            |         | à géolocaliser                   |                |                                                                        |      | Image manquante Téléverser                                                                          |
| Chapelle Notre-Dame de Dusenbach de Ribeauvillé                                                     | Ribeauvillé            |         | 48° 12′ 15″ nord, 7° 17′ 37″ est |                |                                                                        |      | Chapelle Notre-Dame de Dusenbach de Ribeauvillé                                                     |
| Chapelle Sainte-Catherine de Ribeauvillé                                                            | Ribeauvillé            |         | 48° 11′ 40″ nord, 7° 19′ 13″ est | « IA68006911 » |                                                                        |      | Chapelle Sainte-Catherine de Ribeauvillé                                                            |
| Chapelle Saint-Antoine des Écureuils                                                                | Riespach               |         | 47° 31′ 43″ nord, 7° 17′ 19″ est |                |                                                                        |      | Chapelle Saint-Antoine des Écureuils                                                                |
| Chapelle Notre-Dame-du-Perpétuel-Secours de Rimbach-près-Masevaux                                   | Rimbach-près-Masevaux  |         | 47° 49′ 15″ nord, 6° 56′ 03″ est | « IA68003264 » |                                                                        |      | Chapelle Notre-Dame-du-Perpétuel-Secours de Rimbach-près-Masevaux                                   |
| Chapelle Saint-Érard de Riquewihr                                                                   | Riquewihr              |         | 48° 10′ 03″ nord, 7° 17′ 52″ est | « IA68000781 » |                                                                        |      | Chapelle Saint-Érard de Riquewihr                                                                   |
| Chapelle Saint-Pie-X de Rixheim                                                                     | Rixheim                |         | 47° 44′ 58″ nord, 7° 24′ 43″ est |                |                                                                        |      | Chapelle Saint-Pie-X de Rixheim                                                                     |
| Chapelle Notre-Dame-de-Lorette de Roderen                                                           | Roderen                |         | 47° 46′ 58″ nord, 7° 05′ 04″ est | « IA00024309 » |                                                                        |      | Chapelle Notre-Dame-de-Lorette de Roderen                                                           |
| Chapelle de la Paix de Roggenhouse                                                                  | Roggenhouse            |         | 47° 53′ 20″ nord, 7° 28′ 18″ est |                |                                                                        |      | Chapelle de la Paix de Roggenhouse                                                                  |
| Chapelle Notre-Dame-de-Bon-Secours de Rombach-le-Franc                                              | Rombach-le-Franc       |         | à géolocaliser                   |                |                                                                        |      | Chapelle Notre-Dame-de-Bon-Secours de Rombach-le-Franc                                              |
| Chapelle Notre-Dame-des-Douleurs de Rombach-le-Franc                                                | Rombach-le-Franc       |         | à géolocaliser                   |                |                                                                        |      | Image manquante Téléverser                                                                          |
| Chapelle du centre hospitalier spécialisé de Rouffach                                               | Rouffach               |         | 47° 57′ 08″ nord, 7° 17′ 15″ est |                |                                                                        |      | Image manquante Téléverser                                                                          |
| Chapelle de l'Œlberg de Rouffach                                                                    | Rouffach               |         | 47° 58′ 08″ nord, 7° 16′ 40″ est |                |                                                                        |      | Chapelle de l'Œlberg de Rouffach                                                                    |
| Chapelle Notre-Dame-du-Chêne de Ruelisheim                                                          | Ruelisheim             |         | 47° 49′ 37″ nord, 7° 20′ 56″ est |                |                                                                        |      | Chapelle Notre-Dame-du-Chêne de Ruelisheim                                                          |
| Chapelle Notre-Dame de Rumersheim-le-Haut                                                           | Rumersheim-le-Haut     |         | 47° 51′ 04″ nord, 7° 32′ 10″ est |                |                                                                        |      | Chapelle Notre-Dame de Rumersheim-le-Haut                                                           |
| Chapelle Saint-Nicolas de Saint-Amarin                                                              | Saint-Amarin           |         | à géolocaliser                   |                |                                                                        |      | Image manquante Téléverser                                                                          |
| Chapelle Notre-Dame-des-Douleurs de Saint-Hippolyte                                                 | Saint-Hippolyte        |         | à géolocaliser                   |                |                                                                        |      | Chapelle Notre-Dame-des-Douleurs de Saint-Hippolyte                                                 |
| Chapelle Sainte-Croix de Saint-Hippolyte                                                            | Saint-Hippolyte        |         | à géolocaliser                   | « IA68005985 » |                                                                        |      | Image manquante Téléverser                                                                          |
| Chapelle Saint-Jacques de Saint-Hippolyte                                                           | Saint-Hippolyte        |         | 48° 13′ 59″ nord, 7° 22′ 06″ est | « IA68005986 » |                                                                        |      | Chapelle Saint-Jacques de Saint-Hippolyte                                                           |
| Chapelle Notre-Dame-de-Lourdes de Saint-Louis-la-Chaussée                                           | Saint-Louis            |         | 47° 36′ 27″ nord, 7° 32′ 36″ est |                |                                                                        |      | Chapelle Notre-Dame-de-Lourdes de Saint-Louis-la-Chaussée                                           |
| Chapelle Sainte-Marie de Saint-Ulrich                                                               | Saint-Ulrich           |         | à géolocaliser                   |                |                                                                        |      | Chapelle Sainte-Marie de Saint-Ulrich                                                               |
| Chapelle de la Vierge-des-Bois de Grand Rombach                                                     | Sainte-Croix-aux-Mines |         | 48° 17′ 23″ nord, 7° 12′ 29″ est |                |                                                                        |      | Image manquante Téléverser                                                                          |
| Chapelle Notre-Dame-des-Champs de la Hajus                                                          | Sainte-Croix-aux-Mines |         | 48° 15′ 27″ nord, 7° 14′ 08″ est |                |                                                                        |      | Chapelle Notre-Dame-des-Champs de la Hajus                                                          |
| Chapelle Notre-Dame-du-Bon-Secours de Grand Rombach                                                 | Sainte-Croix-aux-Mines |         | 48° 16′ 52″ nord, 7° 12′ 34″ est | « IA68007223 » |                                                                        |      | Chapelle Notre-Dame-du-Bon-Secours de Grand Rombach                                                 |
| Chapelle Saint-Antoine de Petit-Rombach                                                             | Sainte-Croix-aux-Mines |         | 48° 15′ 47″ nord, 7° 12′ 21″ est |                |                                                                        |      | Chapelle Saint-Antoine de Petit-Rombach                                                             |
| Chapelle Saint-Blaise de Sainte-Croix-aux-Mines                                                     | Sainte-Croix-aux-Mines |         | 48° 15′ 33″ nord, 7° 13′ 12″ est | « IA68007205 » |                                                                        |      | Chapelle Saint-Blaise de Sainte-Croix-aux-Mines                                                     |
| Chapelle funéraire de la famille Jules Burrus                                                       | Sainte-Croix-aux-Mines |         | à géolocaliser                   | « IA68007208 » |                                                                        |      | Chapelle funéraire de la famille Jules Burrus                                                       |
| Chapelle de l'Oelberg de Sainte-Croix-en-Plaine                                                     | Sainte-Croix-en-Plaine |         | à géolocaliser                   |                |                                                                        |      | Image manquante Téléverser                                                                          |
| Chapelle Sainte-Madeleine de Sainte-Marie-aux-Mines                                                 | Sainte-Marie-aux-Mines |         | 48° 14′ 51″ nord, 7° 10′ 54″ est | « PA00085663 » | Inscrit MH                                                             | 1934 | Chapelle Sainte-Madeleine de Sainte-Marie-aux-Mines                                                 |
| Chapelle Saint-Matthieu de Sainte-Marie-aux-Mines                                                   | Sainte-Marie-aux-Mines |         | 48° 15′ 01″ nord, 7° 11′ 22″ est | « IA68007249 » |                                                                        |      | Chapelle Saint-Matthieu de Sainte-Marie-aux-Mines                                                   |
| Chapelle du Sacré-Cœur d'Échery                                                                     | Sainte-Marie-aux-Mines |         | 48° 13′ 53″ nord, 7° 09′ 46″ est |                |                                                                        |      | Chapelle du Sacré-Cœur d'Échery                                                                     |
| Chapelle Saint-Blaise de Saint-Blaise (Haut-Rhin)                                                   | Sainte-Marie-aux-Mines |         | 48° 15′ 27″ nord, 7° 13′ 08″ est |                |                                                                        |      | Chapelle Saint-Blaise de Saint-Blaise (Haut-Rhin)                                                   |
| Chapelle Saint-Joseph de Sainte-Marie-aux-Mines                                                     | Sainte-Marie-aux-Mines |         | 48° 15′ 06″ nord, 7° 11′ 44″ est | « IA68007245 » |                                                                        |      | Chapelle Saint-Joseph de Sainte-Marie-aux-Mines                                                     |
| Chapelle Notre-Dame-de-la-Vallée-des-Larmes de Schlierbach                                          | Schlierbach            |         | 47° 40′ 52″ nord, 7° 25′ 24″ est |                |                                                                        |      | Chapelle Notre-Dame-de-la-Vallée-des-Larmes de Schlierbach                                          |
| Chapelle de la maison de retraite Saint-Jean-de-Dieu de Sentheim                                    | Sentheim               |         | 47° 45′ 26″ nord, 7° 03′ 33″ est |                |                                                                        |      | Chapelle de la maison de retraite Saint-Jean-de-Dieu de Sentheim                                    |
| Chapelle Sainte-Anne d'Oberwald                                                                     | Sentheim               |         | 47° 45′ 19″ nord, 7° 02′ 22″ est |                |                                                                        |      | Chapelle Sainte-Anne d'Oberwald                                                                     |
| Chapelle de la Sainte-Croix de Seppois-le-Haut                                                      | Seppois-le-Haut        |         | 47° 31′ 58″ nord, 7° 11′ 02″ est |                |                                                                        |      | Chapelle de la Sainte-Croix de Seppois-le-Haut                                                      |
| Chapelle du cimetière anciennement ossuaire de Sewen                                                | Sewen                  |         | à géolocaliser                   |                |                                                                        |      | Image manquante Téléverser                                                                          |
| Chapelle Vierge-Auxiliatrice de Sickert                                                             | Sickert                |         | 47° 46′ 59″ nord, 6° 58′ 43″ est |                |                                                                        |      | Chapelle Vierge-Auxiliatrice de Sickert                                                             |
| Chapelle des Chouettes de Sickert                                                                   | Sickert                |         | 47° 47′ 03″ nord, 6° 58′ 57″ est |                |                                                                        |      | Chapelle des Chouettes de Sickert                                                                   |
| Chapelle de la Bienheureuse-Vierge-Marie de Sierentz                                                | Sierentz               |         | à géolocaliser                   |                |                                                                        |      | Image manquante Téléverser                                                                          |
| Chapelle de l'hôpital de Sierentz                                                                   | Sierentz               |         | à géolocaliser                   |                |                                                                        |      | Image manquante Téléverser                                                                          |
| Chapelle du cimetière de Hochkirch                                                                  | Sierentz               |         | 47° 39′ 51″ nord, 7° 26′ 37″ est |                |                                                                        |      | Chapelle du cimetière de Hochkirch                                                                  |
| Chapelle Saint-Wendelin de Sierentz                                                                 | Sierentz               |         | 47° 39′ 27″ nord, 7° 27′ 55″ est | « IA00122471 » |                                                                        |      | Chapelle Saint-Wendelin de Sierentz                                                                 |
| Chapelle Saint-Martin de Hippoltskirch de Sondersdorf                                               | Sondersdorf            |         | 47° 28′ 22″ nord, 7° 20′ 33″ est | « PA00085676 » | Inscrit MH                                                             | 1995 | Chapelle Saint-Martin de Hippoltskirch de Sondersdorf                                               |
| Chapelle de l'hôpital de Soultz-Haut-Rhin                                                           | Soultz-Haut-Rhin       |         | à géolocaliser                   |                |                                                                        |      | Image manquante Téléverser                                                                          |
| Chapelle Notre-Dame-des-Victoires dite Sicurani de Hartfelsen                                       | Soultz-Haut-Rhin       |         | à géolocaliser                   |                |                                                                        |      | Image manquante Téléverser                                                                          |
| Chapelle Saint-Georges de Soultz-Haut-Rhin                                                          | Soultz-Haut-Rhin       |         | à géolocaliser                   |                |                                                                        |      | Image manquante Téléverser                                                                          |
| Chapelle Sainte-Catherine de Soultzbach-les-Bains                                                   | Soultzbach-les-Bains   |         | 48° 02′ 11″ nord, 7° 12′ 08″ est | « IA68001361 » |                                                                        |      | Chapelle Sainte-Catherine de Soultzbach-les-Bains                                                   |
| Chapelle Sainte-Marie du Schaefertal                                                                | Soultzmatt             |         | 47° 57′ 07″ nord, 7° 12′ 59″ est | « PA00085687 » | Inscrit MH Façades, toitures et fragments de décor peint à l'intérieur | 1987 | Chapelle Sainte-Marie du Schaefertal                                                                |
| Chapelle Notre-Dame de Soultzmatt                                                                   | Soultzmatt             |         | à géolocaliser                   |                |                                                                        |      | Chapelle Notre-Dame de Soultzmatt                                                                   |
| Chapelle Notre-Dame-Auxiliatrice de Soultzmatt                                                      | Soultzmatt             |         | à géolocaliser                   |                |                                                                        |      | Image manquante Téléverser                                                                          |
| Chapelle Saint-Nicolas de Soultzmatt                                                                | Soultzmatt             |         | 47° 58′ 06″ nord, 7° 13′ 21″ est |                |                                                                        |      | Chapelle Saint-Nicolas de Soultzmatt                                                                |
| Chapelle Notre-Dame de Birlingen                                                                    | Steinbach              |         | à géolocaliser                   |                |                                                                        |      | Chapelle Notre-Dame de Birlingen                                                                    |
| Chapelle Sainte-Thérèse de place du Silberthal                                                      | Steinbach              |         | à géolocaliser                   |                |                                                                        |      | Image manquante Téléverser                                                                          |
| Chapelle Saint-Morand de Steinbach                                                                  | Steinbach              |         | 47° 49′ 08″ nord, 7° 09′ 43″ est |                |                                                                        |      | Chapelle Saint-Morand de Steinbach                                                                  |
| Chapelle Sainte-Apolline de Steinbrunn-le-Bas                                                       | Steinbrunn-le-Bas      |         | 47° 41′ 02″ nord, 7° 21′ 44″ est |                |                                                                        |      | Chapelle Sainte-Apolline de Steinbrunn-le-Bas                                                       |
| Chapelle Saint-Joseph de Storckensohn                                                               | Storckensohn           |         | 47° 52′ 42″ nord, 6° 57′ 28″ est | « IA68003160 » |                                                                        |      | Chapelle Saint-Joseph de Storckensohn                                                               |
| Chapelle de la Vierge de Stosswihr                                                                  | Stosswihr              |         | 48° 03′ 25″ nord, 7° 05′ 07″ est | « IA68001026 » |                                                                        |      | Image manquante Téléverser                                                                          |
| Chapelle Saint-André de Strueth                                                                     | Strueth                |         | 47° 35′ 00″ nord, 7° 07′ 15″ est |                |                                                                        |      | Chapelle Saint-André de Strueth                                                                     |
| Chapelle de l'établissement Saint-Joseph de Thann                                                   | Thann                  |         | 47° 48′ 51″ nord, 7° 06′ 14″ est |                |                                                                        |      | Chapelle de l'établissement Saint-Joseph de Thann                                                   |
| Chapelle Saint-Urbain de Thann                                                                      | Thann                  |         | 47° 48′ 44″ nord, 7° 06′ 35″ est |                |                                                                        |      | Chapelle Saint-Urbain de Thann                                                                      |
| Chapelle Saint-Fridolin de Traubach-le-Bas                                                          | Traubach-le-Bas        |         | 47° 39′ 15″ nord, 7° 06′ 05″ est | « IA68006374 » |                                                                        |      | Chapelle Saint-Fridolin de Traubach-le-Bas                                                          |
| Chapelle des Frères de Butzental                                                                    | Turckheim              |         | à géolocaliser                   |                |                                                                        |      | Image manquante Téléverser                                                                          |
| Chapelle Saint-Symphorien de Turckheim                                                              | Turckheim              |         | 48° 05′ 06″ nord, 7° 16′ 57″ est |                |                                                                        |      | Image manquante Téléverser                                                                          |
| Chapelle Saint-Jean d'Ueberstrass                                                                   | Ueberstrass            |         | 47° 33′ 09″ nord, 7° 09′ 26″ est |                |                                                                        |      | Chapelle Saint-Jean d'Ueberstrass                                                                   |
| Chapelle Notre-Dame-de-Pitié de Valdieu-Lutran                                                      | Valdieu-Lutran         |         | 47° 37′ 51″ nord, 7° 03′ 34″ est |                |                                                                        |      | Chapelle Notre-Dame-de-Pitié de Valdieu-Lutran                                                      |
| Chapelle Notre-Dame-des-Anges de Vieux-Ferrette                                                     | Vieux-Ferrette         |         | 47° 30′ 13″ nord, 7° 18′ 07″ est | « IA68002657 » |                                                                        |      | Chapelle Notre-Dame-des-Anges de Vieux-Ferrette                                                     |
| Chapelle Waldkapelle de Vieux-Thann                                                                 | Vieux-Thann            |         | à géolocaliser                   |                |                                                                        |      | Image manquante Téléverser                                                                          |
| Chapelle des Trois-Vierges de Wentzwiller                                                           | Wentzwiller            |         | 47° 32′ 21″ nord, 7° 27′ 47″ est |                |                                                                        |      | Chapelle des Trois-Vierges de Wentzwiller                                                           |
| Chapelle Sainte-Croix de Wihr-au-Val                                                                | Wihr-au-Val            |         | 48° 03′ 18″ nord, 7° 11′ 42″ est | « IA68001260 » |                                                                        |      | Image manquante Téléverser                                                                          |
| Chapelle ossuaire Saint-Michel de Wihr-au-Val                                                       | Wihr-au-Val            |         | 48° 03′ 16″ nord, 7° 12′ 17″ est | « PA00085735 » | Inscrit MH                                                             | 1934 | Image manquante Téléverser                                                                          |
| Chapelle Sainte-Barbe de Wihr-au-Val                                                                | Wihr-au-Val            |         | 48° 03′ 11″ nord, 7° 12′ 10″ est | « IA68001259 » |                                                                        |      | Image manquante Téléverser                                                                          |
| Chapelle de Freundstein                                                                             | Willer-sur-Thur        |         | 47° 51′ 37″ nord, 7° 07′ 11″ est |                |                                                                        |      | Image manquante Téléverser                                                                          |
| Chapelle Saint-Nicolas de Willer-sur-Thur                                                           | Willer-sur-Thur        |         | 47° 50′ 29″ nord, 7° 05′ 00″ est |                |                                                                        |      | Chapelle Saint-Nicolas de Willer-sur-Thur                                                           |
| Chapelle Saint-Sébastien, Saint-Georges, Marie-Reine-du-Monde dite Notre-Dame de la Warth de Winkel | Winkel                 |         | 47° 50′ 29″ nord, 7° 05′ 00″ est |                |                                                                        |      | Chapelle Saint-Sébastien, Saint-Georges, Marie-Reine-du-Monde dite Notre-Dame de la Warth de Winkel |
| Chapelle Sainte-Thérèse-de-l'Enfant-Jésus de Wintzenheim                                            | Wintzenheim            |         | 48° 05′ 06″ nord, 7° 19′ 10″ est | « PA00085737 » | Inscrit MH                                                             | 1984 | Chapelle Sainte-Thérèse-de-l'Enfant-Jésus de Wintzenheim                                            |
| Chapelle Notre-Dame-du-Bon-Secours de Wintzenheim                                                   | Wintzenheim            |         | 48° 04′ 29″ nord, 7° 16′ 55″ est | « IA68003752 » |                                                                        |      | Chapelle Notre-Dame-du-Bon-Secours de Wintzenheim                                                   |
| Chapelle Saint-Joseph de Wintzenheim                                                                | Wintzenheim            |         | 48° 03′ 45″ nord, 7° 17′ 01″ est | « IA68003780 » |                                                                        |      | Chapelle Saint-Joseph de Wintzenheim                                                                |
| Chapelle Saint-Jean-Bosco de Wittelsheim                                                            | Wittelsheim            |         | 47° 48′ 01″ nord, 7° 13′ 53″ est |                |                                                                        |      | Chapelle Saint-Jean-Bosco de Wittelsheim                                                            |
| Chapelle Saint-Félix de Wolfersdorf                                                                 | Wolfersdorf            |         | à géolocaliser                   |                |                                                                        |      | Image manquante Téléverser                                                                          |
| Chapelle Saint-Jean-Népomucène de Diepelswiller                                                     | Wolschwiller           |         | 47° 27′ 44″ nord, 7° 25′ 25″ est | « IA68002705 » |                                                                        |      | Chapelle Saint-Jean-Népomucène de Diepelswiller                                                     |